# ريتشارد إرفين
ريتشارد إرفين (بالإنجليزية: Richard Erwin)‏ هو محامي وقاضي وسياسي أمريكي، ولد في 23 أغسطس 1923 في ماريون في الولايات المتحدة، وتوفي في 7 نوفمبر 2006 في وينستون-سالم في الولايات المتحدة. حزبياً، نشط في الحزب الديمقراطي. وقد انتخب عضو مجلس ولاية كارولاينا الشمالية.